# Джованні Пасколі
Джованні Плачідо Аґостіно Пасколі (нар. 31 грудня 1855, Сан-Мауро-ді-Романья, Емілія-Романья — 6 квітня 1912, Болонья) — італійський поет.

## Біографія
Джованні Пасколі народився в Сан-Мауро-ді-Романья. Коли Руджеро Пасколі, його батько, повертався додому з ринку в кареті, запряженій чорно-білою кобилою, він був застрелений вбивцею, який ховався в канаві біля дороги. Кобила повільно продовжила свій шлях і привезла додому тіло свого вбитого господаря. Злодій так і не був затриманий.
У Джованні Пасколі було трагічне дитинство, вражене вбивством батька, подальшої смерті матері, сестри й двох братів та фінансовим занепадом сім'ї. Вбивство батька відлунює, зокрема, в одному з його найпопулярніших віршів, «La cavalla storna». Весь його перший твір, «Міріке» (1891), відображає його нещасливе дитинство.
У 1871 році він переїхав до Ріміні з шістьма своїми братами, де подружився з Андреа Коста і почав брати участь у соціалістичних демонстраціях. Це призвело до ще однієї ключової події в житті Пасколі — його короткого ув'язнення в Болоньї після протесту проти арешту анархіста Джованні Пассананте.
Пасколі навчався в Болонському університеті, де його вчителем і наставником був Джозуе Кардуччі. У 1882 році він був посвячений у масонській ложі «Ріццолі» в Болоньї. Через кілька місяців він закінчив навчання і почав викладати в середніх школах в Матера і Масса. Він жив поруч зі своїми сестрами Ідою та Марією, намагаючись відновити первісну сім'ю, побудувавши «гніздечко» (як він його називав) для сестер і себе. Хоча він майже одружився, є припущення, що він так і не зробив цього через незрілі й, можливо, неоднозначні стосунки з сестрами.
Того ж року Пасколі присвятив літературний твір пам'яті масона Джузеппе Гарібальді, провідного діяча італійського руху Рісорджименто, а також Джозуе Кардуччі, свого улюбленого вчителя і близького друга.
Тим часом він почав співпрацювати з журналом «Vita nuova», який опублікував його перші вірші, згодом зібрані у збірці «Myricae». У 1894 році Пасколі покликали до Риму, де він працював у Міністерстві народної освіти, і там він опублікував першу версію «Poemi conviviali». Пізніше він переїжджав між містами й жив у Болоньї, Флоренції та Мессіні, але завжди залишався психологічно вкоріненим у своєму первісному ідеалізованому селянському походженні.
У 1895 році він разом із сестрою Марією переїхав до будинку в Кастельвеккьо, поблизу Барги, в Тоскані, який купив на гроші, отримані від літературних премій. Політичні та соціальні потрясіння початку 20-го століття, які мали призвести до участі Італії у Першій світовій війні та приходу фашизму, ще більше посилили невпевненість та песимізм Пасколі.
З 1897 по 1903 рік він викладав латину в університеті Мессіни, а потім у Пізі. Коли Кардуччі вийшов на пенсію, Пасколі замінив його на посаді професора італійської літератури в Болонському університеті. У 1912 році, вже хворий на цироз (від зловживання алкоголем), Джованні Пасколі помер від раку печінки у віці 56 років у Болоньї. Атеїст, він був похований у каплиці, прибудованій до його будинку в Кастельвеккьо, де також спочиватиме його улюблена сестра Марія.

## Твори
- 1897 — Il fanciullino
- 1891 — Myricae (erste Ausgabe)
- 1897 — Poemetti
- 1898 — Minerva oscura
- 1903 — Canti di Castelvecchio (erste Ausgabe)

- Myricae (letzte Ausgabe) — Miei scritti di varia umanità
- 1904 — Primi poemetti

- Poemi conviviali
- 1906 — Odi e Inni
- 1907 — Canti di Castelvecchio (letzte Ausgabe)

- Pensieri e discorsi
- 1909 — Nuovi poemetti

- Poemi italici
- 1911—1912 — Poemi del Risorgimento

- La grande proletaria si è mossa